# Кемпбелл Стюарт
Кемпбелл Стюарт (англ. Campbell Stewart; нар. 12 травня 1998) — новозеландський велогонщик, срібний призер Олімпійських ігор 2020 року, чемпіон світу.

## Виступи на Олімпіадах
| Олімпіада  | Дисципліна                    | Місце |
| ---------- | ----------------------------- | ----- |
| Токіо 2020 | омніум                        | 2     |
| Токіо 2020 | медісон                       | 11    |
| Токіо 2020 | командна гонка переслідування | 4     |